# Bonnetia steyermarkii
Bonnetia steyermarkii är en tvåhjärtbladig växtart som beskrevs av Clarence Emmeren Kobuski. Bonnetia steyermarkii ingår i släktet Bonnetia och familjen Bonnetiaceae. Inga underarter finns listade i Catalogue of Life.